# MLB Draft 1970
Der MLB Draft 1970 war der sechste Draft, der von der Major League Baseball veranstaltet wurde. An erster Stelle wurde Mike Ivie von den San Diego Padres ausgewählt.

## Hintergrund
Im Nachhinein erwiesen sich die reguläre sowie die zweite Phase des Januar-Drafts als erfolgreicher als der Juni-Draft. In der ersten Phase des Januar-Drafts wurden unter anderem Chris Chambliss in der ersten Runde von den Cleveland Indians, Greg Minton in der dritten Runde von den Kansas City Royals und Joel Youngblood in der zweiten Runde von den Cincinnati Reds ausgewählt. In der zweiten Phase unter anderem Doug DeCinces in der dritten Runde von den Baltimore Orioles, Rick Burleson in der ersten Runde von den Boston Red Sox, Bill Madlock in der fünften Runde von den Washington Senators und Chris Speier in der ersten Runde von den San Francisco Giants.
Im Juni-Draft legten die Teams bei ihrer Wahl besondere Aufmerksamkeit auf die Catcher. So waren von den ersten vier gedrafteten Spieler gleich drei Catcher. Die wohl erfolgreichsten Drafts im Juni verzeichneten jedoch die Chicago White Sox mit der Wahl der Pitcher Terry Foster in der zweiten Runde und Rich Gossage in der neunten Runde der regulären Phase sowie Infielder Buckey Bent in der ersten Runde der zweiten Phase.

## Erstrundenwahlrecht
|  | = All-Star |  |  | = Baseball Hall of Famer |

| Pick | Spieler          | Mannschaft            | Position | Schule                     |
| ---- | ---------------- | --------------------- | -------- | -------------------------- |
| 1    | Mike Ivie        | San Diego Padres      | C        | Decatur, Georgia           |
| 2    | Steve Dunning    | Cleveland Indians     | RHP      | Stanford University        |
| 3    | Barry Foote      | Montreal Expos        | C        | Smithfield, North Carolina |
| 4    | Darrell Porter   | Milwaukee Brewers     | C        | Oklahoma City, Oklahoma    |
| 5    | Mike Martin      | Philadelphia Phillies | LHP      | Columbia, South Carolina   |
| 6    | Lee Richard      | Chicago White Sox     | SS       | Southern University        |
| 7    | * Randy Scarbery | Houston Astros        | RHP      | Fresno, Kalifornien        |
| 8    | Rex Goodson      | Kansas City Royals    | RHP      | Longview, Texas            |
| 9    | Jim Haller       | Los Angeles Dodgers   | RHP      | Omaha, Nebraska            |
| 10   | Paul Dade        | Los Angeles Angels    | 3B–OF    | Seattle, Washington        |
| 11   | Jim Browning     | St. Louis Cardinals   | RHP      | Gadsden, Alabama           |
| 12   | Dave Cheadle     | New York Yankees      | LHP      | Asheville, North Carolina  |
| 13   | John Bedard      | Pittsburgh Pirates    | RHP      | Springfield, Massachusetts |
| 14   | Charles Maxwell  | Washington Senators   | 3B-SS    | Kingston, Ohio             |
| 15   | Gary Polczynski  | Cincinnati Reds       | SS       | West Allis, Wisconsin      |
| 16   | * Jimmy Hacker   | Boston Red Sox        | SS       | Temple, Texas              |
| 17   | John D’Acquisto  | San Francisco Giants  | RHP      | San Diego, Kalifornien     |
| 18   | Dan Ford         | Oakland Athletics     | OF       | Los Angeles, Kalifornien   |
| 19   | Gene Hiser       | Chicago Cubs          | OF       | University of Maryland     |
| 20   | Terry Mappin     | Detroit Tigers        | C        | Louisville, Kentucky       |
| 21   | Ron Broaddus     | Atlanta Braves        | RHP      | Freeport, Texas            |
| 22   | Bob Gorinski     | Minnesota Twins       | SS       | Calumet, Pennsylvania      |
| 23   | * George Ambrow  | New York Mets         | SS       | Long Beach, Kalifornien    |
| 24   | James West       | Baltimore Orioles     | C        | St. Louis, Missouri        |

* Hat keinen Vertrag unterschrieben